# قلعة نيك شهر
قلعة نيك شهر (بالفارسية: قلعه نیکشهر) هي قلعة تاريخية تعود إلى عصر الإمبراطورية الفرثية والقاجاريون، وتقع في نيك شهر.